# Franco dei Russi

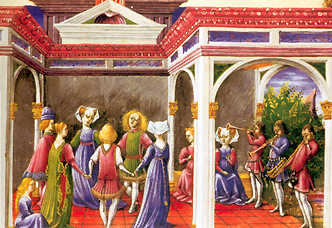
Miniatur der Bibel von Borso d’Este

Franco dei Russi (* 15. Jahrhundert Mantua; aktiv 1450–1482) war ein italienischer Maler, der in der Miniaturmalerei tätig war.

## Biografie
Franco dei Russi war ein Miniaturist der frühen Renaissance, der zwischen 1450 und 1482 hauptsächlich in der Lombardei tätig war.
Im Jahre 1450 beteiligte er sich an der Gestaltung der Bibel von Borso d’Este, die als eine der größten italienischen Bilderhandschriften gilt. Diese Arbeit wurde in sechs Jahren (1455–1461) von einer Gruppe von Künstlern unter der Leitung von Taddeo Crivelli abgeschlossen.
Dei Russi arbeitete auch in Venedig und in der großen Bibliothek von Federico da Montefeltro in Urbino (1474–1482).

## Werke
- Bibel des Borso d’Este (1455–1461), Biblioteca estense di Modena.
- Eine Seite im Antiphonale mit einem U als Initiale, die im März 2008 von Koller, Zürich, für 108.000 Schweizer Franken versteigert wurde.